# William Styron
William Clark Styron, Jr. [stajrn] (11. června 1925 Newport News, Virginie – 1. listopadu 2006 Martha's Vineyard, Massachusetts) byl americký prozaik, představitel tzv. jižanské prózy. Proslul především románem Sophiina volba.
Ve druhé světové válce vstoupil do americké armády, kde se údajně zúčastnil bojů v Tichomoří. Po válce vystudoval Dukeovu universitu. Poté krátce působil jako redaktor v několika nakladatelstvích. Tato činnost ho neuspokojovala, proto se začal věnovat vlastní tvorbě.
Za svou knihu Doznání Nata Turnera obdržel v roce 1968 Pulitzerovu cenu.

## Život
Narodil se roku 1925 v Newport News ve Virginii jako syn námořního inženýra, svérázného zásadového Jižana, v podmanivé atmosféře kouzelného Jihu, v němž však mladý Styron vycítil i ovzduší, jež ironicky označuje jako arktický kraj "Byrdland", "absolutní srdce zmrtvělé kultury", světa, kde duch ante bellum, to je doby před vítězstvím Unie nad Konfederací, byl stále ještě realitou. V roce 1944 vstoupil na presbyteriánskou Davidson College a odtud o rok později na Dukeovu univerzitu v Severní Karolíně; tam vzhledem k válečnému stavu zároveň prodělával výcvik u jednotky námořní pěchoty. I když byl vyslán do války, přímé akce se díky svému mladistvému věku nezúčastnil. Po válce se na Dukeovu univerzitu vrátil a absolvoval v roce 1947.
V roce 1947 odjel do New Yorku, kde pracoval po tři roky na své prvotině Ulehni v temnotách. Navštěvoval tu také seminář tvůrčího psaní a tedy vznikly jeho první pokusy o povídkovou tvorbu. Budoucí velká témata signalizují krátké prózy Dlouhá temná cesta a Chvíle v Terstu. Po vypuknutí korejské války byl v roce 1950 povolán k námořní pěchotě. Rukopis románu Ulehni v temnotách měl už dokončený, a tak ho mohl ponechat u nakladatele. Úspěch tohoto díla mu umožnil, aby se po relativně krátkém redaktorském působení v nakladatelství McGraw-Hill a v redakci slavné The Paris Review věnoval cele a výhradně dráze spisovatelské.
Poválečný pobyt v armádě Styrona vyprovokoval k napsání jednoho z nejpůsobivějších děl trpce ironizujících nevykořenitelný militarismus, útlé novelky Dlouhý pochod. K problému amerického zla a případu jeho individuální anarchické likvidace se vrací románem Zapal tento dům. Jeho čtvrtý román Doznání Nata Turnera vzbudil bouři nevole, a to i v řadách černošského obyvatelstva (román pojednává o osudu vzdělaného černocha a vůdce černošské vzpoury z roku 1831), zřejmě pro nepochopení autorova záměru: Styron nezamýšlel pouze ilustrovat dějiny a kopírovat historickou osobnost, ale sestoupením do hrdinovy mysli se chtěl dobrat pravdy o zasutých i otevřeně planoucích alergiích ve vztahu černých a bílých, detailně evokovat myšlenkové pochody a zjitřené cítění v mysli a srdci černošského rebela. Styron je také autorem jediného dramatu Na triplárně. Drama připomíná zpodobením bludného kruhu vojenského světa novelku Dlouhý pochod.
Roku 1979 vyšel jeho nejznámější román Sophiina volba, kde se autor zabývá otázkou kolektivní viny a absolutního zla. Od vydání Sophiiny volby publikoval Styron pouze Tichý prach a jiné texty. Jako prozaik se odmlčel až do devadesátých let, kdy na svůj mimořádný talent opět upozornil sebezpytující výpovědí o boji s depresí Viditelná temnota a sbírkou Ráno na pobřeží, souborem tří delších povídek, které jsou poetickými vzpomínkami na jeho mládí.

## Dílo
Jeho romány se zabývají otázkami trestu a viny, čímž jako by navazoval na tvorbu F. M. Dostojevského, jeho přístup k jižanskému prostředí je ovlivněn dílem W. Faulknera. Dalším stěžejním tématem jeho děl je rasismus, který se ukazuje ve zcela nečekaných a v té době i šokujících souvislostech.
- Ulehni v temnotách (Lie Down in Darkness; 1951) — zabývá se morálním rozpadem jižanské rodiny
- Dlouhý pochod (The Long March; 1952 na pokračování, 1956 jako kniha)
- Zapal ten dům (Set This House on Fire; 1960) – příběh umělce, který se marně snaží utéci moci peněz, která je zde považována za korumpující
- Doznání Nata Turnera (The Confessions of Nat Turner; 1967) – jako první nečernošský spisovatel se pokusil popsat pohnutky, které vedly k černošskému povstání Nata Turnera, ke kterému došlo v roce 1831. Dílo není kronikou tohoto povstání, zároveň toto povstání neodsuzuje, ale považuje ho za čin zoufalých lidí.
- Sophiina volba (Sophie’s Choice; 1979) – Styronovo nejvýznamnější dílo. Tento psychologický román má velmi složitou kompozici. Pojednává o jižanském mladíkovi Stingovi, který se touží stát spisovatelem a který se spřátelí s krásnou Polkou Sophií, jež přežila pobyt v Osvětimi, a jejím milencem - uchvacujícím a nebezpečným Nathanem.
- This Quiet Dust, and Other Writings (1982, 1993 rozšířeno) – eseje
- Viditelná temnota: Memoáry šílenství) (Darkness Visible: A Memoir of Madness; 1990) – autobiografické dílo o Styronových problémech s depresí
- Ráno na pobřeží (A Tidewater Morning: Three Tales from Youth; 1993) – povídky